# 唐攻龟兹之战
唐攻龟兹之战，648年，唐太宗派阿史那社尔、郭孝恪等率军攻克西域龟兹国，建立安西四镇的战役。
唐朝建立后，龟兹王白苏伐叠遣使朝贡唐朝。630年，又遣使献马。太宗赐他玺书，抚慰甚厚。后来龟兹臣属于西突厥，并在唐军攻打焉耆时，派兵增援焉耆，从此不再朝唐。647年十二月之前，龟兹国王白苏伐叠死后，他的弟弟白诃黎布失毕继位。继续有失臣礼，并攻打附属唐朝的邻国，唐太宗为打通西域商路，决定发兵攻灭龟兹。遂于十二月二十六日派使持节昆丘道行军大总管、左骁卫大将军阿史那社尔，副大总管、安西都护郭孝恪等率领唐军，昆丘道行军总管、右骁卫大将军契苾何力等五路将领，发动铁勒十三州、突厥、吐蕃、吐谷浑等十余万騎，向西进攻龟兹。648年十月，阿史那社尔率军首先击败西突厥处月、处密部，消除进军龟兹的侧后威胁。到焉耆以西，分兵五道，出其不意地向龟兹北境进兵。龙薛婆阿那支放弃焉耆，逃到龟兹东部。阿史那社尔派兵追击，将其捕获斩首，另立其堂弟龙先那准为国王，龟兹大为震动，守将多弃城逃走。唐军进至离龟兹都城伊逻卢城三百里的碛口，阿史那社尔命伊州刺史韩威率千余骑为前锋，右骁卫将军曹继叔率部继后，走到多褐城。龟兹王诃黎布失毕、丞相那利、大将羯猎颠率众五万抗拒。刚接战，韩威即引兵假装撤退，龟兹以全部兵力追击，追击三十里后，与曹继叔两年会合乘龟兹军惧怕将退之机，进行反击，大败龟兹军。继而乘胜追击八十里，诃黎布失毕率余部退保都城。十二月，阿史那社尔率军进逼龟兹都城，诃黎布失毕轻骑西逃，唐军攻克伊逻卢。随后，阿史那社尔以郭孝恪、曹继叔、韩威各部留守伊逻卢城，自率沙州刺史苏海政、尚辇奉御薛万备等率骑兵追击诃黎布失毕，行军六百里，诃黎布失毕退保拨换城（今新疆阿克苏）。唐军围城四十天，至闰十二月初一，攻克该城。诃黎布失毕、羯猎颠被俘。那利只身逃走，然后暗中引西突厥和本国兵马万余人，回击郭孝恪部。当时郭孝恪在城外扎营，不听龟兹人好言相告，疏于戒备，那利突然逼近，于是率所部千余人入城。但那利部众已经登城，与城内降者相配合，共击郭孝恪部，矢刃如雨，郭孝恪不能挡；再将出城，结果在西门战死。于是城中大乱。唐朝仓部郎中崔义超为了守卫军需物资，临时招募二百人，与那利在城中激战。曹继叔、韩威各率所部从城西北进击那利部，经过一夜激战，将其击退，斩首三千级，那利逃走，城中再定。十多天后，那利又率天山北龟兹兵万余人，进攻都城，曹继叔率部迎击，大败那利，斩首八千级。那利单骑逃走，后为龟兹人抓获，送至唐军。此战，唐军先后攻破龟兹大城五座，又派左卫郎将权袛甫等到各城劝慰，使各城相继请降，获得小城七百余个，俘获男女数万人。阿史那社尔向龟兹人宣示唐朝伐罪之意，另立龟兹王弟白叶护为新国王。
唐军攻克龟兹，使西域大为震动，西突厥、于阗和安国等争送驼马和军粮，至此唐期已控制西达葱岭的广大地区，开辟了通往西域的南路交通要道。唐朝建立龟兹、于阗、疏勒、焉耆安西四镇，将安西都护府迁到龟兹。